# Новочершилинский
Новочершилинский — поселок в Лениногорском районе Татарстана. Административный центр Новочершилинского сельского поселения.

## География
Находится в юго-восточной части Татарстана на расстоянии приблизительно 4 км на северо-запад по прямой от районного центра города Лениногорск у речки Мошкара.

## История
Основан в 1770-х годах, назывался также Каратай и хутор полковника Маслова, современное название с первого десятилетия XX века.

## Население
Постоянных жителей было: в 1785 году — 21 душа мужcкого пола, в 1910 — 18, в 1920—153, в 1926—197, в 1938—186, в 1949—215, в 1958—290, в 1970—285, в 1979—458, в 1989—409, в 2002 году 530 (татары 78 %), в 2010 году 457.